# Deliverance Reef
Das Deliverance Reef ist ein in mindestens 7,5 m Meerestiefe liegendes Felsenriff vor der Budd-Küste des ostantarktischen Wilkeslands. Es ist rund 2,5 km lang, 0,8 km breit und liegt westlich der Swain-Inseln sowie südöstlich der Donovan-Inseln.
Eine hydrographische Vermessungseinheit der Royal Australian Navy entdeckte es bei einer zwischen 1992 und 1993 durchgeführten Forschungsfahrt. Das Antarctic Names Committee of Australia benannte das Riff nach der Deliverance, einem bei der Vermessung des Riffs eingesetzten Boot.